# Урс II (епископ Неаполя)
Урс II (Орсо II; лат. Ursus II, итал. Orso II; умер не ранее 818) — епископ Неаполя (811—818).

## Биография
Основным историческим источником о Урсе II является написанная в конце IX века Иоанном Диаконом вторая часть «Деяний неаполитанских епископов».
После смерти в 810 году святого Павла III Младшего между различными группами неаполитанских священнослужителей и мирян возникли разногласия о том, кто будет преемником скончавшегося епископа. После долгих споров новым главой Неаполитанской епархии был избран диакон Тиберий. Однако его кандидатуру не поддержал правитель Неаполя Анфим. Его сторонники из числа духовенства обвинили Тиберия в различных преступлениях, писали о них папе римскому Льву III и получили от того согласие на перевыборы главы Неаполитанской епархии. В результате повторных выборов новым епископом в 811 году был избран Урс II.
О деятельности епископа Урса II в источниках сообщается очень мало сведений. Значительно больше свидетельств сохранилось о благочестивых деяниях герцога Анфима и его жены Теоденанды. Среди прочего упоминается, что их стараниями в Неаполе была построена освящённая в честь святых Кириака и Иулитты с приютом для паломников.
В течение семи лет Урс II окормлял свою паству и всё это время был вынужден бороться за признание себя законным главой Неаполитанской епархии. Когда же в июне 818 года скончался покровитель епископа герцог Анфим и новым правителем Неаполя стал Феоктист, враги умершего обратились с жалобой к папе римскому Пасхалию I. Они обвинили Урса II в узурпации епископской кафедры, заявив, что его избрание не соответствовало церковным канонам. Желая оказать услугу новому правителю Неаполя, папа римский признал незаконным избрание Урса II епископом, лишил его сана и постановил, что главой Неаполитанской епархии должен опять стать Тиберий. О дальнейшей судьбе Урса II сведений в исторических источниках не сохранилось.